# Jean-François de La Rocque de Roberval
Jean-François de La Rocque de Roberval detto anche l'élu de Poix o sieur de Roberval (Carcassonne, 1495 circa – Parigi, 1560) è stato un militare e nobile francese, nominato viceré del Canada da Francesco I, che guidò il primo tentativo coloniale francese nella valle di Saint Laurent nella prima metà del XVI secolo con l'esploratore Jacques Cartier.

## Biografia
La complessità delle sue origini e della sua famiglia può essere spiegata dai tre noti matrimoni del padre. Il primo matrimonio (1482-1487) non ebbe discendenti e il Sieur de Roberval sarebbe stato figlio di una seconda moglie (tra il 1487 e il 1499), morta nell'infanzia di J.F. de La Rocque. Il terzo matrimonio di suo padre (circa 1500) con Isabeau de Popincourt (che portò i beni di Roberval a La Rocques) portò alla nascita di tre sorellastre e un fratellastro: Marquise, Charlotte, Marie e Jean. Dal punto di vista finanziario, Roberval beneficiò di circostanze patrimoniali favorevoli. Oltre alla terra e alla tenuta ottenuta dai matrimoni di suo padre, ereditò da parenti stretti che morirono senza figli. Le sue terre e le sue signorie erano sparse in tre regioni del regno di Francia. La prima in Linguadoca vicino a Carcassonne, regione d'origine della famiglia La Rocque. La seconda a Rethélois vicino a Reims, dal primo matrimonio del padre. L'ultima e la più famosa, a Roberval nel Valois, tra Compiègne, Chantilly e Senlis, da cui deriva il titolo con cui fece la storia.
Come soldato, La Rocque fu agli ordini di Robert de la Marck, maresciallo di Francia e capo degli eserciti di Francesco I. Continuò così la tradizione di famiglia di essere agli ordini di un maresciallo di Francia. La sua appartenenza a questo reggimento lo portò a viaggiare, ma soprattutto a risiedere nel Rethélois dove aveva sede la sua guarnigione. Con La Marck si unì ai ranghi degli ufficiali militari del re e partecipò alla maggior parte dei conflitti dell'epoca. Si distinse tra gli altri, alla battaglia di Pavia (1525), all'assedio di Péronne nel 1536 che bloccò un attacco spagnolo verso Parigi. Alla fine della guerra del 1536-1538 tornò dall'Italia come un eroe, ma senza il suo capo, Robert de la Marck (morto nel 1536) e metà dei suoi compagni uccisi in combattimento con gli spagnoli nel 1537.
È probabile che il Sieur de Roberval avesse sentito parlare del progetto coloniale canadese al suo ritorno a corte nel 1538. Secondo le fonti, si dedicò alla ricostruzione del suo ex reggimento con il giovane figlio di Robert de la Marck. Fino al 1540, Francesco I rifiutò tutti i progetti che potevano mettere in pericolo i suoi negoziati politici con Carlo V di Spagna, ma quando questa benevolenza cessò, nell'autunno del 1540, il sovrano francese decise di aumentare le dimensioni della spedizione originale e allo stesso tempo svuotare le sue sovraffollate prigioni. Questa prima colonia francese comprendeva quindi coloni, artigiani e soldati per proteggere l'establishment da amerindi o spagnoli e per sorvegliare i prigionieri condannati ai lavori forzati. Jacques Cartier, incapace di svolgere tutti gli aspetti di questa missione, affidò la sua organizzazione a un luogotenente governatore. La scelta cadde su La Rocque de Roberval che aveva i pregi di essere un nobile soldato, un uomo che non si tirava indietro davanti al nemico, un ingegnere delle fortificazioni e un padrone di miniere in Francia, aspetti utili per la futura colonia. Anche il contesto politico contribuì alla sua nomina, perché nel 1540 il Conestabile di Montmorency era in disgrazia a Chantilly e l'ammiraglio Chabot era in prigione per corruzione. Fu dunque a La Marcks, non viziato da conflitti di interesse, che Francesco I si rivolse per designare il governatore. I preparativi, portati già a buon punto da Jacques Cartier, dovettero essere costantemente riaggiustati, ma le cose procedevano bene. Il fatto che l'equipaggiamento militare di La Rocque tardava ad arrivare, dalla sua guarnigione nello Champagne, faceva temere un rinvio della spedizione. Per superare questo problema, La Rocque decise di inviare immediatamente Cartier in Canada con più della metà della flotta in modo che l'insediamento coloniale fosse pronto quando lo avrebbe raggiunto. Ma quando Cartier era in mare, la tensione tra Francia e Spagna aumentò in seguito all'assassinio di due ambasciatori francesi da parte degli spagnoli in Italia. La guerra minacciosa incoraggiò La Rocque a rimanere in Francia per partecipare al conflitto incombente. Francesco I alla fine rinunciò all'inizio delle ostilità ed era ormai troppo tardi per andare in Canada. Roberval decise quindi di trascorrere l'inverno sulla punta della Bretagna per vendicare un blocco economico della Spagna con l'abbordaggio di navi e merci provenienti dalla Spagna. La Rocque de Roberval salpò per il Canada da La Rochelle la primavera successiva, ignaro che le navi spagnole stavano navigando nell'Atlantico alla sua ricerca. In Canada, Jacques Cartier, fondò la colonia di Charlesbourg-Royal pochi chilometri a monte di Stadacona (città del Québec), a Cape Rouge. Come previsto, furono eretti due forti, uno sotto il fiume Cap Rouge e l'altro sulla scogliera per proteggere la colonia dagli attacchi dal fiume. Durante i lavori, Cartier colse l'occasione per tornare a Hochelaga (Montreal), ma al suo ritorno ebbe luogo uno scontro tra i coloni e gli stadaconiani. Risultato, trentacinque coloni uccisi dagli amerindi per vendicare i loro compagni uccisi o feriti dai francesi. Dopo un inverno, logicamente in stato d'assedio e non vedendo arrivare La Rocque de Roberval, il marinaio di Saint-Malo decise di fare le valigie con alcuni barili pieni di pietre e minerali che riteneva preziosi nelle sue stive. Il Sieur de Roberval lasciò La Rochelle il 16 aprile 1542 con tre navi, e durante una sosta a Saint-John's a Terranova, Cartier si trovò di fronte alle navi di La Rocque in viaggio verso la colonia. Cartier poté benissimo spiegare le sue difficoltà con gli Stadaconiani e mostrare i cosiddetti metalli preziosi e gemme, ma Roberval ordinò a Cartier e alla sua gente di tornare nella colonia. Durante la notte, quest'ultimo decise invece di riprendere il mare, disobbedendo così agli ordini ufficiali. Questa decisione avrebbe avuto gravi conseguenze per il marinaio di Saint-Malo. Nel suo Heptaméron, la sorella del re di Francia, Margherita di Navarra, racconta che La Rocque, durante il viaggio verso la colonia, costrinse una coppia a sbarcare su una piccola isola. Solo la donna sopravvisse e venne recuperata l'anno successivo. Riprendendo il controllo della colonia abbandonata da Cartier e dalla sua squadra, il Sieur de Roberval ribattezzò diversi luoghi: il fiume divenne France Prime e la colonia di Charlesbourg-Royal divenne France-Roy, ecc. Quest'ultimo restaurò le strutture di Cap-Rouge e rinnovò i rapporti con gli Stadaconiani che rifornivano la colonia francese. Durante il lungo inverno, una cinquantina di coloni morirono di scorbuto, segno evidente che né Cartier né gli Stadaconiani avevano spiegato loro la ricetta di Anneda che poteva curare questa malattia. In primavera, La Rocque approfittò del bel tempo per risalire il fiume a Hochelaga (Montreal) con settanta soldati e coloni in otto barche per raggiungere il mitico luogo che gli amerindi chiamano il "Regno di Saguenay" sperando di trovare il mitico passaggio a nord-ovest. Lì incontrò gli amerindi e gli uomini di Roberval portarono le barche sulle spalle in cima alla prima cascata per studiare i corsi d'acqua a monte. Tornando a valle poco dopo, una barca si capovolse e otto persone annegarono. Tornati nella colonia, arrivarono navi dalla Francia con rifornimenti freschi, ma anche lettere di Francesco I che chiedeva il loro ritorno in Francia a causa della guerra.
Al suo arrivo, nell'autunno del 1543, Roberval apprese che gli spagnoli e gli inglesi stavano marciando su Parigi dall'est e dal nord del regno. La primavera successiva, il re assegnò a La Rocque la città di Senlis, l'ultima roccaforte a nord della capitale, le cui fortificazioni dovevano essere riparate. La Rocque mise tutti gli abitanti della regione a lavorare con molte delle persone che erano tornate con lui dal Canada. Nel settembre 1544, Carlo V decise di firmare la pace con Francesco I, ma due giorni dopo gli inglesi si impadronirono della roccaforte di Boulogne-sur-Mer e continuarono la loro avanzata verso la capitale. Francesco I alla fine respinse gli assalitori inviando un'armata di 150 navi, seminando distruzione lungo le coste inglesi. La Rocque de Roberval e il suo reggimento guidarono l'attacco agli ordini dell'ammiraglio d'Annebault. Come membro degli ufficiali militari, il Sieur de Roberval fu coinvolto in tutti i conflitti fino al Trattato di Cateau-Cambresis del 1559. Coloro che non avevano pagato con la vita i loro sovrani sui campi di battaglia pagarono i debiti contratti durante i numerosi conflitti della prima metà del XVI secolo o per pagare il riscatto di Francesco I tenuto prigioniero in Spagna. J.F. de La Rocque viveva a spese dell'esercito mentre, protetto dai suoi creditori dai re o dalle loro famiglie. Roberval fu assassinato all'alba delle guerre di religione un mese dopo la congiura di Amboise (17 marzo 1560), in occasione della sepoltura di un collega nel cimitero dei Santi Innocenti a Parigi il 18 aprile 1560.
Non avendo figli, Roberval aveva preso i provvedimenti necessari e lasciato il patrimonio di famiglia nelle mani delle sorelle. L'unico bene che non aveva ufficialmente lasciato in eredità (il castello di Roberval) fu sequestrato e messo all'asta per debiti contratti circa 40 anni prima e fu suo nipote a comprarlo. Dal XVII al XVIII secolo, il castello di Roberval passò nelle mani di grandi famiglie benestanti del movimento La Marcks a cui La Rocque era rimasto fedele. Nel 1784, la signoria con il suo castello (e i suoi archivi) fu acquistata dalla famiglia Davène, i cui discendenti ne sono ancora proprietari. Nonostante la sua fama militare e il suo coinvolgimento nella spedizione canadese, La Rocque de Roberval ebbe difficoltà ad entrare nel Pantheon degli esploratori e colonizzatori del XVI secolo, principalmente a causa delle sue opinioni religiose anticlericali e favorevoli alla Riforma. La sua esistenza fu ridotta o addirittura annerita al tempo delle guerre di religione in Francia (1562-1598) e bisognerà attendere il XIX secolo per vederlo emergere debolmente nella storiografia e dopo gli anni Sessanta tanto che di lui si parla ancora in letteratura.

## In letteratura
Rabelais parlò di lui come Robert Valbringue. La scomparsa di Marguerite de la Roque de Roberval, sua giovane parente, e il suo salvataggio, sono narrati nella novella 67 dell'Heptaméron (1559) della regina Margherita di Navarra. André Thevet scrisse su Jean-François de Roberval, tra cui due versioni della leggenda di Marguerite de Roberval in Cosmographie Universelle e Le Grand Insulaire et pilotage. I poeti di corte Clément Marot e Michel d'Amboise gli dedicarono opere. Una poesia protestante in latino, "Robervalensis Epitaphium", fa parte di una raccolta anonima di poesie della Biblioteca nazionale di Parigi. Secondo la dedica a Enrico di Navarra di François Desprez, alcune delle xilografie in costume nel Recueil des Habits (Parigi 1562) di Richard Breton derivano dagli schizzi di Roberval.